# 漯阜铁路

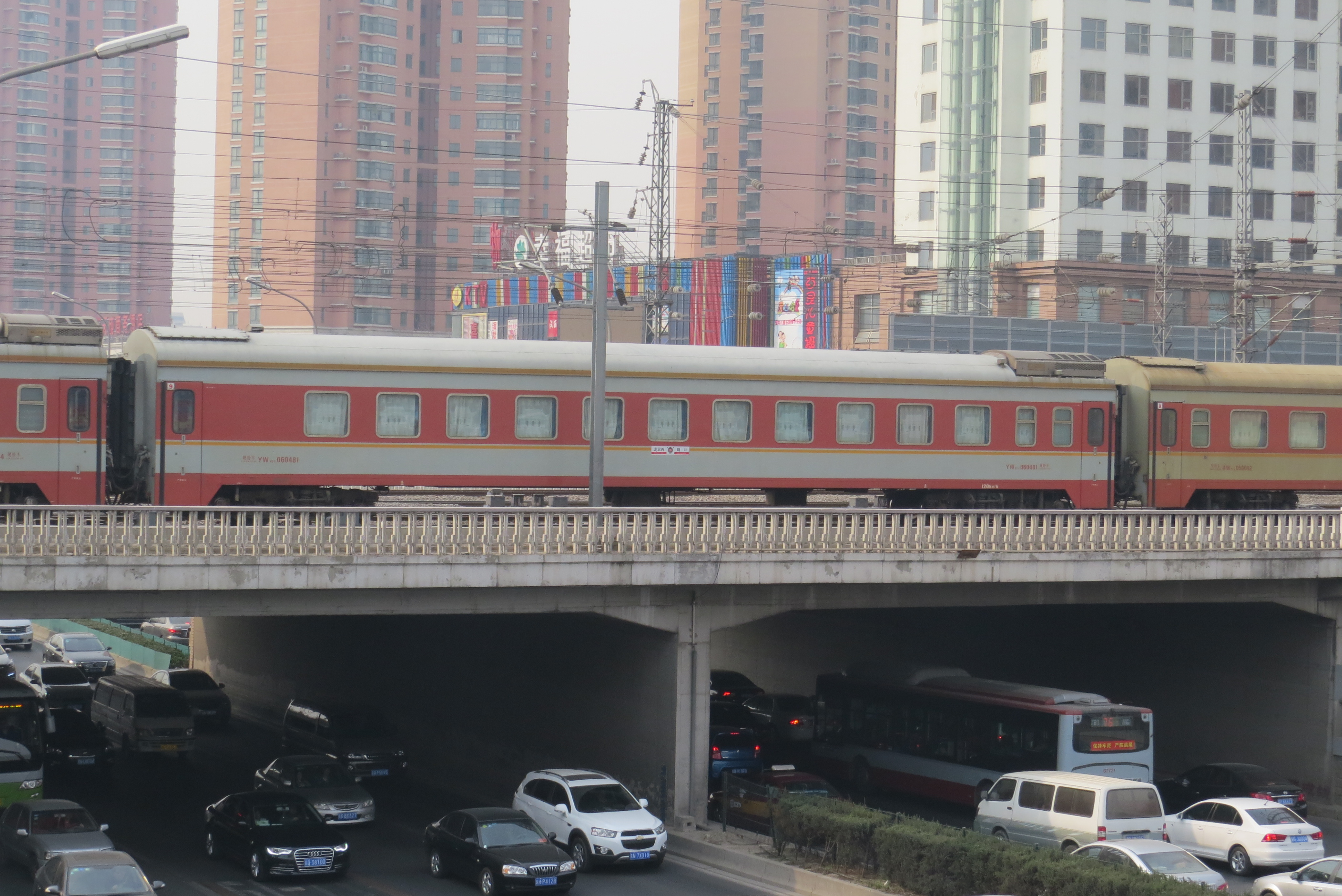
配属漯阜铁路公司（武局漯阜段）的25G型客车在执行K402次列车后回送至北京车辆段（该列车于2006年1月18日开通）

漯阜铁路是连接京广铁路与京九铁路的一条标准轨距的地方铁路，由河南、安徽两省共同投资修建。西起河南省漯河，经周口、项城、沈丘、安徽省界首、太和至阜阳北站，正线全长206.74公里。按国家原Ⅱ级线路标准修建，设计年运输能力近期500万吨，远期700万吨。分别由河南省地方铁路局周口分局（管辖河南境内142公里）和安徽省阜阳地方铁路管理局（管辖安徽境内80公里）管理。2008年成立漯阜铁路公司，由武汉局控股，并进行复线电气化改造。于2014年年底竣工通车，按照国铁一级标准修建，设计时速120公里，预留时速160公里条件。
目前漯阜铁路周口站有始发三进列车：进京列车K401/2，进沪列车K1505/6，进穗列车K1005/6。
漯阜铁路是铁道部规划的洛阳－漯河－阜阳－南京大能力运输通道的重要部分。 
下设二级机构17个，分别是沈丘中心站、项城中心站、周口中心站、漯河东中心站、漯河车务段、界首市站、旧县集站、太和北站、小梁庄站、阜阳西站、客运段；周口机辆段、周口工电段、阜阳机辆段、阜阳工务段、阜阳电务段。

## 与其它铁路的连接
- 漯河：京广铁路、孟平铁路。
- 阜阳北站：京九铁路、淮阜铁路。

## 历史
始建于1973年。1975年2月5日漯河-周口区段开通货运，1978年开通客运。1985年4月1日，周项段正式通车，旅客列车通至项城。1987年6月1日，项城至沈丘段开通运营。1989年6月2日，沈丘至安徽界首段开通运营，漯阜铁路全线通车。1993年4月1日，漯河至阜阳站间开行旅客直通列车。
2008年8月，改制组建新的漯阜铁路有限责任公司，由郑州铁路局、河南铁路集团公司、阜阳市国资委、武汉铁路局、上海铁路局、中国铁路建设投资公司六家股东共同出资组建，武汉铁路局控股。公司注册地设在周口。公司管辖运营的铁路包括漯（河）阜（阳）铁路和漯（河）舞（钢）铁路，正线长64.43公里，以及在建的范（庄）辛（安）铁路，正线长48.8公里。
2008年12月29日，漯阜铁路按照国家I级铁路干线标准进行复线电气化改造，涉及阜阳枢纽的工程有阜阳上下行疏解线、引入京九上行联络线、阜阳西站至阜阳站客运通道等。改建后设计输送能力1.66亿吨∕年，客车近期10对∕日，远期14对∕日。涉及上海、武汉两个铁路局的协调，并受到7·23动车事故对建设资金的影响，原计划2010年底完工的工程工期大大拖延，已于2014年年底全线竣工通车。

## 开行列车
截至2018年1月，漯阜铁路开行如下旅客列车：

### 开行中
- 北京西～周口K401/402次（2006年1月18日～）；
- 周口～广州K1006/1007、K1008/1005次（2006年9月28日～）；
- 上海～周口K1506/1507、K1508/1505次（2014年7月1日～）[2]；
- 青岛北～襄阳K1196/1197、K1198/1195次（2014年12月10日～）[3]；
- 上海～漯河K1045/1048、K1046/1047次（2016年5月15日~）
- 平顶山～寧波K1440/1437、K1438/1439次（2018年7月1日~）
- 平頂山～上海K462/463、K464/461次（2018年7月1日~）
- 平頂山～上海K849/852、K850/851次（2021年4月10日~）

### 已改线
- 苏州～重庆北K662/663、K664/661次（2014年12月10日～2016年1月10日）；
- 合肥～西宁T388/389、T390/387次（2015年7月1日～2016年1月10日）；